# Paymogo
Paymogo település Spanyolországban, Huelva tartományban. Paymogo Santa Bárbara de Casa, Puebla de Guzmán, Mértola és Serpa községekkel határos. Lakosainak száma 1143 fő (2024).

## Népesség
A település népessége az utóbbi években az alábbiak szerint változott:
| Lakosok száma | 1289 | 1293 | 1273 | 1318 | 1308 | 1218 | 1221 | 1159 | 1149 | 1143 |
|               | 2001 | 2004 | 2006 | 2009 | 2011 | 2014 | 2016 | 2019 | 2021 | 2024 |